# Jaligny-sur-Besbre
Jaligny-sur-Besbre è un comune francese di 647 abitanti situato nel dipartimento dell'Allier della regione dell'Alvernia-Rodano-Alpi. Come si evince dal nome il territorio comunale è bagnato dal fiume Besbre.

## Società

### Evoluzione demografica
Abitanti censiti